# Dimensionalontologie
Der Begriff Dimensionalontologie geht zurück auf Viktor Frankl, den Begründer der Logotherapie. Frankls Dimensionalontologie schreibt der menschlichen Seinsweise drei Dimensionen zu: das Leibliche (Somatische), das Seelische (Psychische) und das Geistige (Noetische).
Frankls grenzte sich mit diesem Konzept von einem Reduktionismus ab, insbesondere von einer Reduktion des Geistigen auf psychophysische Vorgänge. Vielmehr gebe es, so Frankl, „eine anthropologische Einheit trotz der ontologischen Differenzen, trotz der Differenzen zwischen den unterschiedlichen Seinsarten“.